# برتون (ایلینوی)
برتون (به انگلیسی: Burton) یک منطقهٔ مسکونی در ایالات متحده آمریکا است که در ایلینوی واقع شده‌است.